# سيرغي بولياكوف
سيرغي بولياكوف (بالروسية: Поляков, Сергей Владимирович)‏ هو لاعب رماية روسي، ولد في 22 يناير 1968 في فينيتسا في أوكرانيا.

## وصلات خارجية
- سيرغي بولياكوف على موقع الاتحاد الدولي (الإنجليزية)
- سيرغي بولياكوف على موقع أوليمبيديا (الإنجليزية)